# ليليان ليتش
ليليان ليتش (بالإنجليزية: Lillian Leach)‏ هي مغنية أمريكية، ولدت في 20 ديسمبر 1936 في هارلم في الولايات المتحدة، وتوفيت في 26 أبريل 2013 في ذا برونكس في الولايات المتحدة بسبب سرطان الرئة.